# Physalis ampla
Physalis ampla ist eine Pflanzenart aus der Gattung der Blasenkirschen (Physalis) in der Familie der Nachtschattengewächse (Solanaceae).

## Beschreibung
Physalis ampla ist eine krautige, aufrecht wachsende, verzweigte Pflanze. Ihre Zweige sind nur leicht gewinkelt. Diese werden bis zu 60 cm lang. Die jungen Triebe sind mit einfachen, weißen und abstehenden Trichomen besetzt. Die Laubblätter stehen wechselständig. Derren Blattspreite ist 2,2 bis 5,6 (selten bis 10) cm lang und 1,1 bis 2,7 (selten bis 3,7) cm breit. Sie sind eiförmig lanzettlich, eiförmig bis nahezu kreisförmig. Nach vorn sind sie spitz, an der Basis schräg am Blattstiel herablaufend und am Blattrand ganzrandig. Die jungen Blätter sind auf den Blattflächen, den Rändern und den Hauptadern mit Trichomen behaart, verkahlen jedoch später. Der Blattstiel wird bis zu 3 cm lang.
Die Blüten stehen einzeln. Die Knospen sind behaart. Zur Blütezeit ist der Blütenstiel 2 bis 4 mm lang. Der Kelch hat eine Länge von 3 bis 6 mm, ist mit fünf bis zu 2 mm langen, dreieckigen Zipfeln besetzt und mit langen, weißen Trichomen flaumartig behaart. Die Krone ist glockenförmig, rein gelb oder mit kirschroten Markierungen versehen, 5 bis 6 mm lang und ebenso breit. Die Staubbeutel sind blau gefärbt und 1 bis 1,2 mm lang. Diese stehen an bis zu 7 mm langen Staubfäden. Der Fruchtknoten besitzt einen 4 mm langen Griffel mit einer köpfchenförmigen Narbe.
Die Frucht ist eine etwa 10 mm durchmessende Beere. Sie wird von einem sich vergrößernden Kelch umschlossen, der zehnwinkelig, etwa 1,8 bis 2,2 cm lang und 1,1 bis 1,5 cm breit ist. Die Rippen und die einige der Kelchzähne sind mit langen, abstehenden, einfachen Trichomen besetzt. Die Rippen sind oftmals in verschiedenen Violetttönen gefärbt. Der Stiel verlängert sich an der Frucht auf 5 bis 6 mm.

## Verbreitung und Standorte
Die Art ist in Mexiko verbreitet und kommt dort vor allem in Sinaloa und Oaxaca vor. Es existieren jedoch auch Nachweise aus Guanajuato, Jalisco und Nayarit. Die Standorte liegen in Höhenlagen zwischen 600 und 1950 m, wo die Pflanze in der Sekundärvegetation als Ruderalpflanze, in der Begleitvegetation im Maisanbau, auf Weiden und in laubabwerfenden tropischen Wäldern vorkommt.

## Nachweise
- Ofelia Vargas Ponce, Mahinda Martínez Y Dias, Patricia Dávila Aranda: La familia Solanaceae en Jalisco - El género Physalis. Universidad de Guadalajara, Colección Flora de Jalisco, 2003. ISBN 970-27-0369-7 (PDF; 2,97 MB).